# Cantonul Beaufort (Jura)
Cantonul Beaufort (Jura) este un canton din arondismentul Lons-le-Saunier, departamentul Jura, regiunea Franche-Comté, Franța.

## Comune
- Augea
- Augisey
- Beaufort (reședință)
- Bonnaud
- Cesancey
- Cousance
- Cuisia
- Gizia
- Grusse
- Mallerey
- Maynal
- Orbagna
- Rosay
- Rotalier
- Sainte-Agnès
- Saint-Laurent-la-Roche
- Vercia
- Vincelles